# WAY-629
WAY-629是一种5-HT2C激动剂，大鼠服用时，可减少其进食行为。它作为更有效和选择性的5-HT2C激动剂而被研发，目的是治疗肥胖症。

## 合成
5,6,8,9,10,11-六氢-4H-吡啶并[3,2,1-jk]咔唑-4-酮经叠氮化钠和三氯乙酸扩环，再经氢化铝锂/三氯化铝还原，可以得到产物。
WAY-629盐酸盐（CAS：57756-44-2）和氢氧化钠反应，用乙醚萃取，也能得到产物。